# Megachile apora
Megachile apora là một loài Hymenoptera trong họ Megachilidae. Loài này được Krombein mô tả khoa học năm 1953.